# Novoselski
Novoselski je priimek več oseb:
- Aleksej Novoselski, litvanski smučar
- Jurij Vladimirovič Novoselski, sovjetski general